# 12-Stunden-Rennen von Sebring 2005

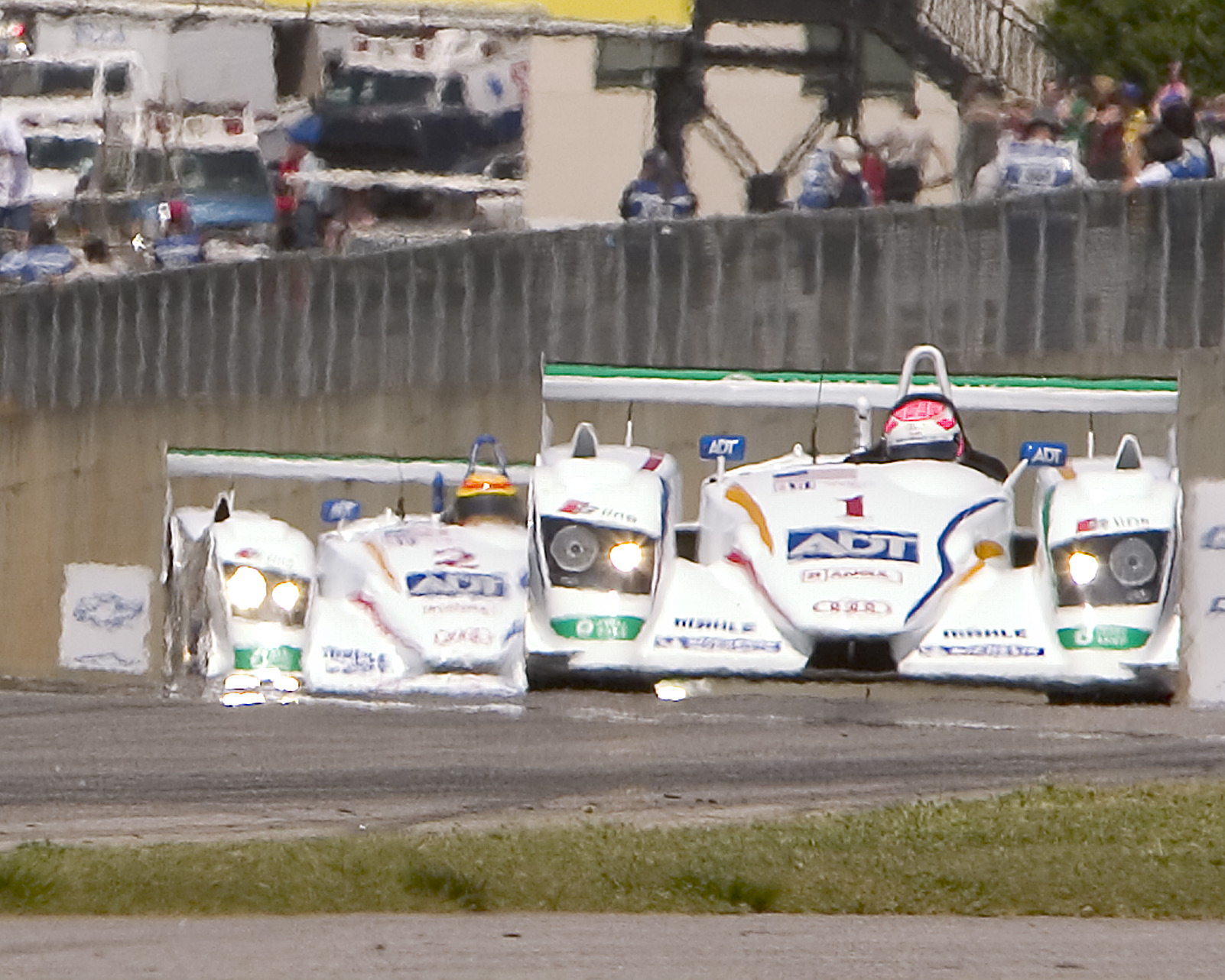
Die beiden siegreichen Champion-Racing-Audi R8; hier beim 2:45-Stunden-Rennen von Road America

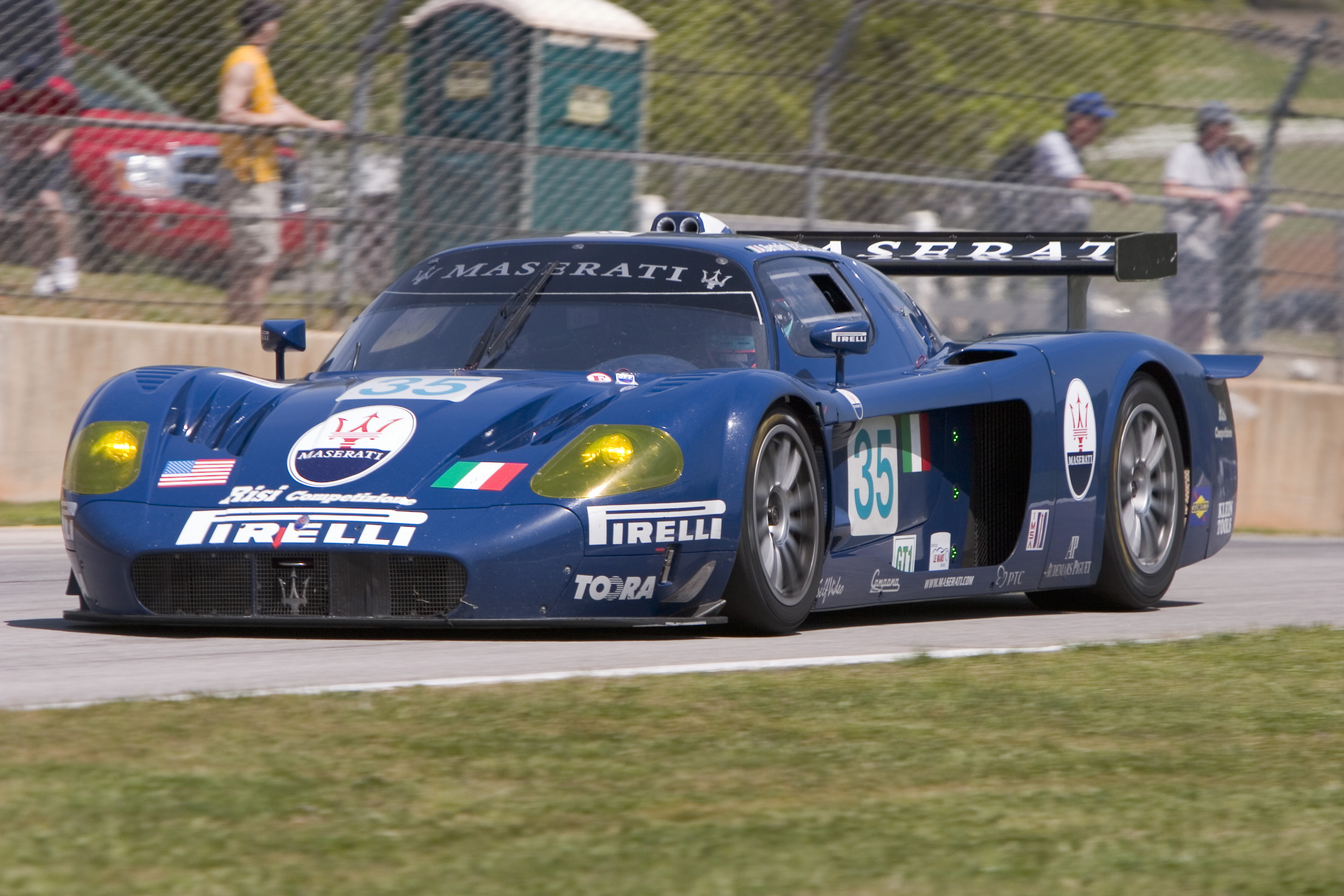
Gab 2005 sein Renndebüt in Sebring; der Maserati MC12 GT1

Das 53. 12-Stunden-Rennen von Sebring, auch 53rd Annual Mobil 1 12 Hours of Sebring, Sebring International Raceway, fand am 19. März 2005 auf dem Sebring International Raceway statt und war der erste Wertungslauf der ALMS-Saison 2005.

## Vor dem Rennen
Erneut war das Rennen in Sebring die Eröffnungsveranstaltung der neuen Saison. Die Titelverteidiger der American Le Mans Series waren Marco Werner und JJ Lehto.

## Das Rennen
Das seit Jahren interessanteste neue Rennfahrzeug in Sebring war 2005 der Maserati MC12 GT1. Die Entwicklungsarbeiten des MC12 GT1 begannen nach der Übernahme von Maserati durch Ferrari. Ferrari beauftragte Maserati damit, einen Rennwagen zu konstruieren, welcher in der FIA-GT-Meisterschaft startberechtigt sein würde. Im Gegensatz zu den meisten anderen Rennwagen der FIA-GT-Meisterschaft, welche üblicherweise Weiterentwicklungen von Straßensportwagen sind, war der MC12 speziell für den Einsatz im Motorsport geplant. Die 50 gebauten Fahrzeuge der  Straßenversion sollten nur zur Homologation dienen. Aufgrund der Tatsache, dass schon der straßenzugelassene Maserati MC12 ein sehr radikales Konzept war, hatte Maserati für sein ursprünglich Maserati Corse Competizione bezeichnetes Rennfahrzeug mehr technische Freiheiten als seine Mitstreiter. Andrea Bertolini führte als Cheftestfahrer viele Testfahrten mit dem Maserati MC12 GT1 durch. Einige Testfahrten wurden auch von Michael Schumacher absolviert.
Mit 38 Startern am Renntag war dies das bislang kleinste Starterfeld in den 2000er-Jahren. Erneut wurde das Rennen von den Audi R8 dominiert. Diesmal siegten JJ Lehto, Marco Werner und Tom Kristensen im Champion-R8. Der Maserati, gefahren von Bertolini, Fabio Babini und Fabrizio De Simone kam an der achten Stelle der Gesamtwertung ins Ziel. In der GT1-Klasse bedeutete dies den vierten Rang.

## Ergebnisse

### Schlussklassement
| 1               | LMP1 | 1  | ADT Champion Racing                         | JJ Lehto Marco Werner Tom Kristensen                            | Audi R8                 | 361 |
| 2               | LMP1 | 2  | ADT Champion Racing                         | Emanuele Pirro Frank Biela Allan McNish                         | Audi R8                 | 361 |
| 3               | LMP1 | 16 | Dyson Racing Team                           | James Weaver Andy Wallace Butch Leitzinger                      | MG-Lola EX257           | 341 |
| 4               | GT1  | 57 | Aston Martin Racing                         | Darren Turner David Brabham Stéphane Ortelli                    | Aston Martin DBR9       | 338 |
| 5               | GT1  | 3  | Corvette Racing                             | Ron Fellows Johnny O’Connell Massimiliano Papis                 | Chevrolet Corvette C6.R | 337 |
| 6               | GT1  | 4  | Corvette Racing                             | Oliver Gavin Olivier Beretta Jan Magnussen                      | Chevrolet Corvette C6.R | 323 |
| 7               | GT2  | 31 | Petersen Motorsports White Lightning Racing | Jörg Bergmeister Patrick Long Lucas Luhr                        | Porsche 996 GT3-RSR     | 321 |
| 8               | GT1  | 35 | Maserati Corse                              | Andrea Bertolini Fabio Babini Fabrizio De Simone                | Maserati MC12 GT1       | 316 |
| 9               | GT1  | 5  | Pacific Coast Motorsports                   | Ryan Dalziel Alex Figge David Empringham                        | Chevrolet Corvette C5-R | 315 |
| 10              | GT2  | 79 | J3 Racing Inc.                              | Tim Sugden Niclas Jönsson                                       | Porsche 996 GT3-RSR     | 314 |
| 11              | LMP2 | 10 | Miracle Motorsports Inc.                    | Jeff Bucknum Chris McMurry Ian James                            | Courage C65             | 311 |
| 12              | GT2  | 45 | Flying Lizard Motorsports                   | Jon Fogarty Darren Law                                          | Porsche 996 GT3-RSR     | 311 |
| 13              | GT1  | 71 | Carsport America                            | Jean-Philippe Belloc Michele Rugolo Tom Weickardt               | Dodge Viper GTS-R       | 310 |
| 14              | GT1  | 58 | Aston Martin Racing                         | Peter Kox Pedro Lamy Stéphane Sarrazin                          | Aston Martin DBR9       | 303 |
| 15              | GT2  | 66 | TRG                                         | Michael Cawley Marc Sluszny Tracy Krohn                         | Porsche 996 GT3-RSR     | 297 |
| 16              | GT2  | 96 | IN2 Racing                                  | Michael Vergers Juan Barazi Andrew Thompson                     | Porsche 996 GT3-RSR     | 278 |
| 17              | GT2  | 34 | ZIP Racing                                  | Andy Lally Spencer Pumpelly Steven Ivankovich                   | Porsche 996 GT3-RSR     | 275 |
| 18              | GT2  | 51 | Panoz Motor Sports                          | Gunnar Jeannette Bryan Sellers Scott Maxwell                    | Panoz Esperante GT-LM   | 239 |
| Ausgefallen     |      |    |                                             |                                                                 |                         |     |
| 19              | GT1  | 63 | ACEMCO Motorsports LLC.                     | Johnny Mowlem Terry Borcheller Ralf Kelleners                   | Saleen S7-R             | 318 |
| 20              | LMP1 | 20 | Dyson Racing Team                           | Guy Smith Chris Dyson                                           | MG-Lola EX257           | 264 |
| 21              | LMP2 | 27 | Kruse Motorsport                            | Harold Primat Phil Bennett Ian Mitchell                         | Courage C65             | 238 |
| 22              | GT2  | 43 | BAM!                                        | Mike Rockenfeller Martin Jensen Tony Burgess                    | Porsche 996 GT3-RSR     | 207 |
| 23              | LMP1 | 12 | Autocon Motorsports                         | Michael Lewis Tomy Drissi Bryan Willman                         | Riley & Scott Mk IIIC   | 202 |
| 24              | LMP2 | 37 | Telessis Intersport Racing                  | Jon Field Duncan Dayton Gregor Fisken                           | Lola B05/40             | 166 |
| 25              | GT1  | 83 | Graham Nash Motorsport                      | Nigel Smith Ricky Cole Rick Sutherland                          | Saleen S7-R             | 159 |
| 26              | GT2  | 41 | Team LNT Magic                              | Richard Dean Patrick Pearce Marc Hynes                          | TVR T400R               | 157 |
| 27              | GT1  | 86 | Care Racing Larbre                          | Christophe Bouchut Fabrizio Gollin Sébastien Bourdais           | Ferrari 550 Maranello   | 155 |
| 28              | GT2  | 40 | Team LNT Magic                              | Jonny Kane Warren Hughes Lawrence Tomlinson                     | TVR T400R               | 136 |
| 29              | LMP1 | 88 | Rollcentre Racing                           | João Barbosa Didier Theys Michael Krumm                         | Dallara LMP             | 130 |
| 30              | GT2  | 50 | Panoz Motor Sports                          | Bill Auberlen Emanuele Naspetti Robin Liddell                   | Panoz Esperante GT-LM   | 121 |
| 31              | GT2  | 48 | Spyker Squadron                             | Tom Coronel Marc Goossens Donny Crevels                         | Spyker C-8 Spyder GT2 R | 121 |
| 32              | GT2  | 23 | Alex Job Racing                             | Timo Bernhard Romain Dumas Sascha Maassen                       | Porsche 996 GT3-RSR     | 98  |
| 33              | LMP2 | 30 | Telessis Intersport Racing                  | Clint Field Liz Halliday Gareth Ridpath                         | Lola B2K/40             | 62  |
| 34              | GT2  | 24 | Alex Job Racing                             | Randy Pobst Ian Baas Brian Cunningham                           | Porsche 996 GT3-RSR     | 62  |
| 35              | GT2  | 44 | Flying Lizard Motorsports                   | Lonnie Pechnik David Murry Seth Neiman                          | Porsche 996 GT3-RSR     | 46  |
| 36              | GT2  | 67 | TRG                                         | Pierre Ehret Kevin Buckler                                      | Porsche 996 GT3-RSR     | 21  |
| 37              | GT2  | 47 | Spyker Squadron                             | Peter van Merksteijn senior Frans Munsterhuis Marino Franchitti | Spyker C-8 Spyder GT2 R | 18  |
| 38              | LMP2 | 15 | Binnie Motorsports                          | William Binnie Robert Julien Adam Sharpe                        | Lola B05/42             | 11  |
| Nicht gestartet |      |    |                                             |                                                                 |                         |     |
| 39              | GT2  | 78 | J3 Racing Inc.                              |                                                                 |                         | 1   |

1 nicht trainiert

### Nur in der Meldeliste
Hier finden sich Teams, Fahrer und Fahrzeuge, die ursprünglich für das Rennen gemeldet waren, aber aus den unterschiedlichsten Gründen daran nicht teilnahmen.
| Pos. | Klasse | Nr. | Team                           | Fahrer         | Chassis            |
| ---- | ------ | --- | ------------------------------ | -------------- | ------------------ |
| 41   | LMP2   | 11  | Chamberlain-Synergy Motorsport | Bob Berridge   | Lola B05/40        |
| 42   | GT1    | 21  | SpeedQuest Racing              | Tom Weickhardt | Dodge Viper GTS-R  |
| 43   | GT1    | 22  | SpeedQuest Racing              | Romeo Kapudija | Dodge Viper GTS-R  |
| 44   | GT2    | 60  | P.K. Sport                     |                | Porsche 996 GT3-RS |

### Klassensieger
| Klasse | Fahrer           | Fahrer        | Fahrer           | Fahrzeug            | Platzierung im Gesamtklassement |
| ------ | ---------------- | ------------- | ---------------- | ------------------- | ------------------------------- |
| LMP1   | JJ Lehto         | Marco Werner  | Tom Kristensen   | Audi R8             | Gesamtsieg                      |
| LMP2   | Jeff Bucknum     | Chris McMurry | Ian James        | Courage C65         | Rang 11                         |
| GT1    | Darren Turner    | David Brabham | Stéphane Ortelli | Aston Martin DBR9   | Rang 4                          |
| GT2    | Jörg Bergmeister | Patrick Long  | Lucas Luhr       | Porsche 996 GT3-RSR | Rang 7                          |

### Renndaten
- Gemeldet: 44
- Gestartet: 38
- Gewertet: 18
- Rennklassen: 4
- Zuschauer: unbekannt
- Wetter am Renntag: heiß und trocken
- Streckenlänge: 5,955 km
- Fahrzeit des Siegerteams: 12:01:49,211 Stunden
- Gesamtrunden des Siegerteams: 361
- Gesamtdistanz des Siegerteams: 2149,601 km
- Siegerschnitt: 178,682 km/h
- Pole Position: JJ Lehto – Audi R8 (#1) – 1:49,723 – 195,370 km/h
- Schnellste Rennrunde: Tom Kristensen – Audi R8 (#1) – 1:48,580 – 197,426 km/h
- Rennserie: 1. Lauf zur ALMS-Saison 2005